# 童子尿
童子尿，是14岁以下儿童的尿液，中医称童便，在中药中通常作为药材/药引使用，具有滋阴降火之功效，为血证要药。传统意义上以男童为佳，不过现在更多人认为女童之中段尿液更为上佳。其与处子之血对应。其味咸，性寒，能滋阴降火、凉血散瘀，并有治疗阴虚火升引起的咳嗽、吐血、鼻出血及产后血晕之功效。童便既可口服也可外用，外用治疗跌打损伤、目赤肿痛，疗效甚好；内服治疗咳嗽、吐血、鼻衄等。